# Doris Tislar
Doris Tislar (* 20. April 1993 in Estland) ist eine estnische Schauspielerin.

## Biografie
Tislar wurde am 20. April 1993 in Estland geboren. Sie besuchte die Gustav Adolfi Gümnaasium in Tallinn. Danach studierte sie an der Viljandi-Kulturakademie der Universität Tartu.
Ihr Debüt gab sie 2007 in dem Film Klass. Anschließend spielte sie 2008 in Mina olin siin. Esimene arest mit. 2010 wurde Tislar für dir Serie Ühikarotid gecastet. Im selben Jahr war sie in Klass: elu pärast zu sehen. Außerdem setzte sie 2020 ihre Karriere in Sinu, minu, meie fort. 2022 bekam Tislar in der Serie Kes tappis Otto Mülleri? die Hauptrolle.
Seit 2018 ist sie Mitglied des Eesti Noorsooteater.

## Filmografie
Filme
- 2007: Klass
- 2008: Mina olin siin. Esimene arest
- 2016: Issei
- 2020: O2

Serien
- 2010: Ühikarotid
- 2010: Klass: elu pärast
- 2012–2013: Süvahavva
- 2020: Sinu, minu, meie
- 2022: Wer erschoss Otto Müller?
- 2023: Estonia